# Pas de deux (ballet)
Een pas de deux is een choreografie voor twee dansers uit het ballet. De dansers, traditioneel een man en een vrouw, voeren tijdens het duet samen passen uit. In de vroege 18e eeuw begon men zulke partnerdans te gebruiken om opera's en balletstukken mee te beginnen. Tijdens de barok voerde het koppel vooral identieke passen uit. Tijdens de romantiek spitste de choreografie voor de mannelijke danser zich toe op het ondersteunen van de ballerina in pirouettes, arabesques, attitudes en lifts. Hierbij vergrootte het fysiek contact tussen de dansers.
In de late 19e eeuw kreeg het duet een vaste vorm als grand pas de deux. Dit bestaat uit een entrée, een adagio (duet), een variatie (solo) voor iedere danser en een coda. De danssuite doet dienst als climax van een scène en symboliseert meestal de liefde tussen de partners. Het adagio wordt gekenmerkt door elegante en trage bewegingen van de ballerina, ondersteund door de mannelijke danser. De variaties zijn vaak atletisch en acrobatisch. De balletten van Marius Petipa in het bijzonder populariseerden deze vorm.
Een pas de deux toont vaak hofmakerij tussen twee personages. Voorbeelden zijn de duetten van prins Sigfried met Odette en Odile uit Het zwanenmeer, de dans van de Blauwe Vogel en prinses Florine uit Doornroosje en de grand pas de deux uit De notenkraker. In De vuurvogel gebruikte Michel Fokine de formule atypisch om een conflict uit te drukken.

## Galerij

Pirouette met partner
Van arabesque penché naar attitude
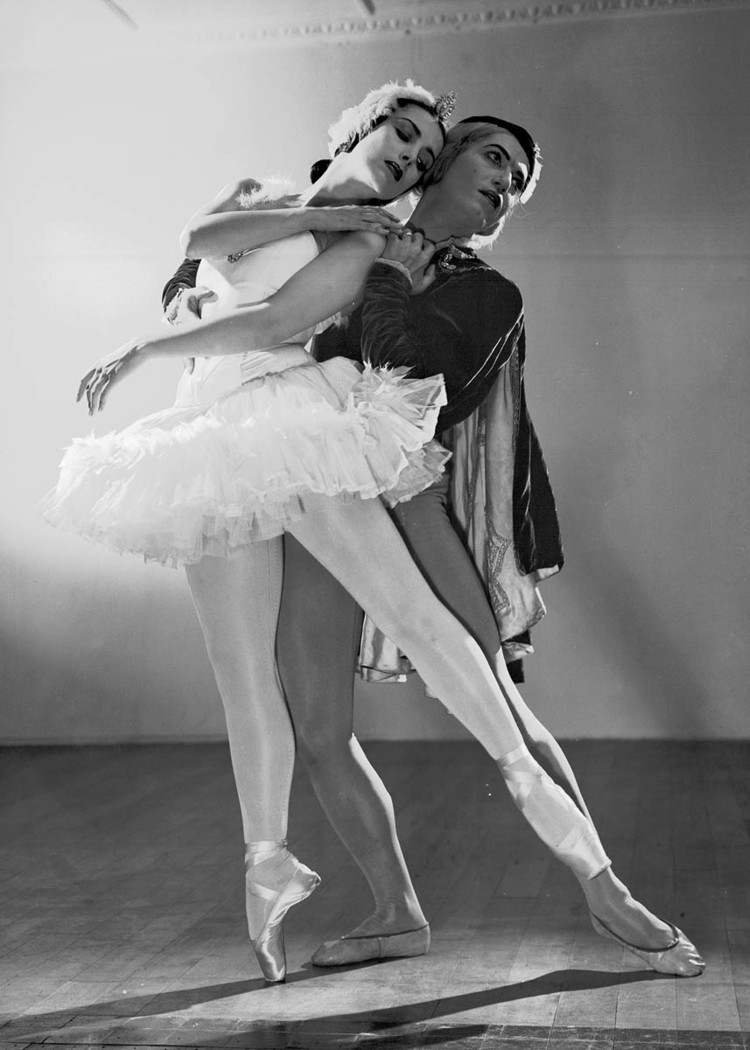
Verliefde Sigfried en Odette in het adagio uit Het zwanenmeer.
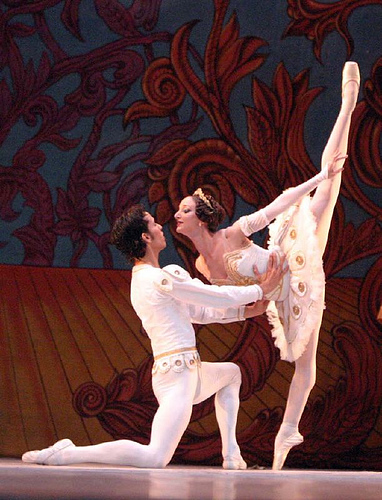
Désiré steunt Aurora's arabesque penché in het adagio uit Doornroosje.
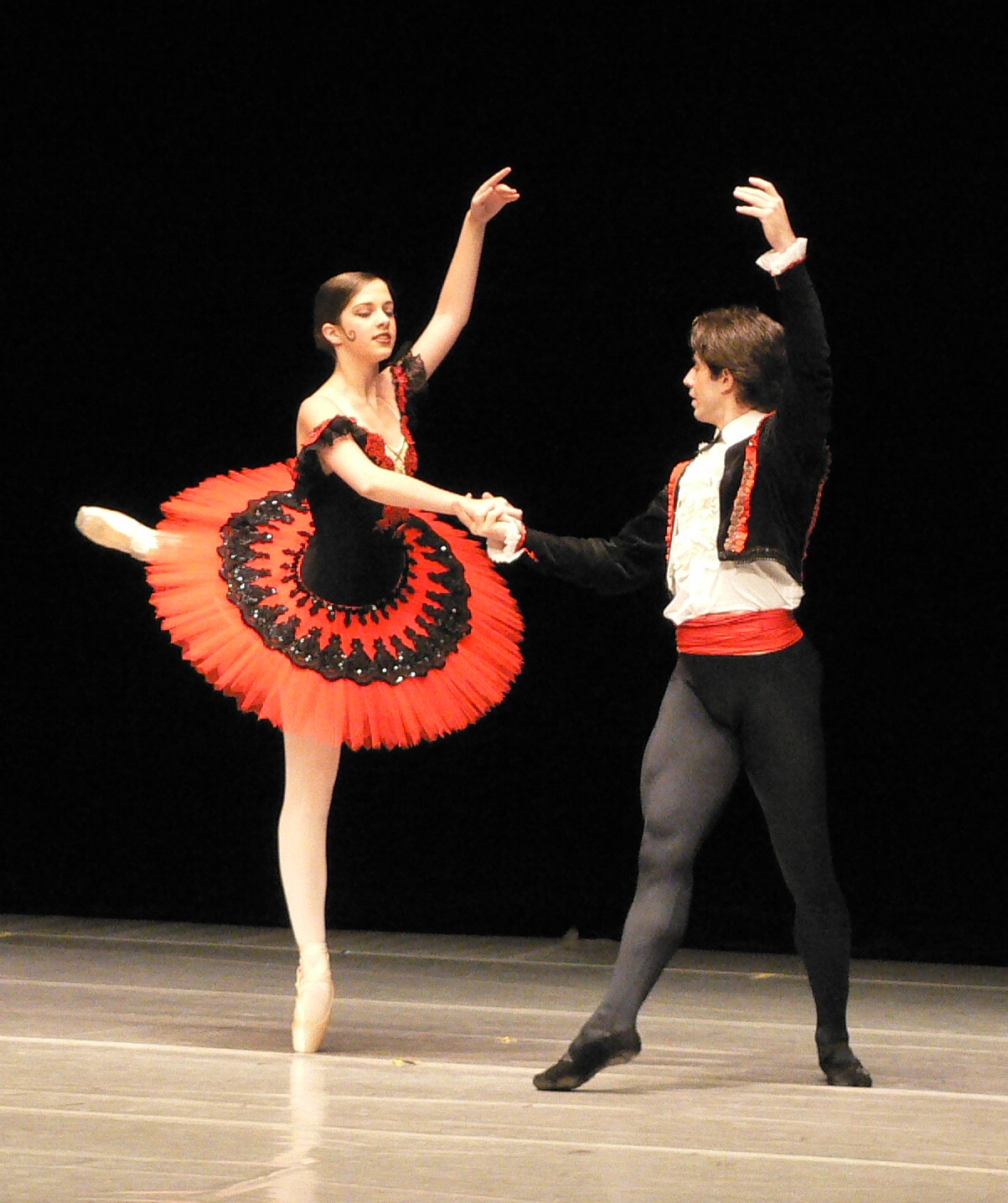
Basilio ondersteunt Kitri in haar attitude tijdens het adagio uit Don Quichot.
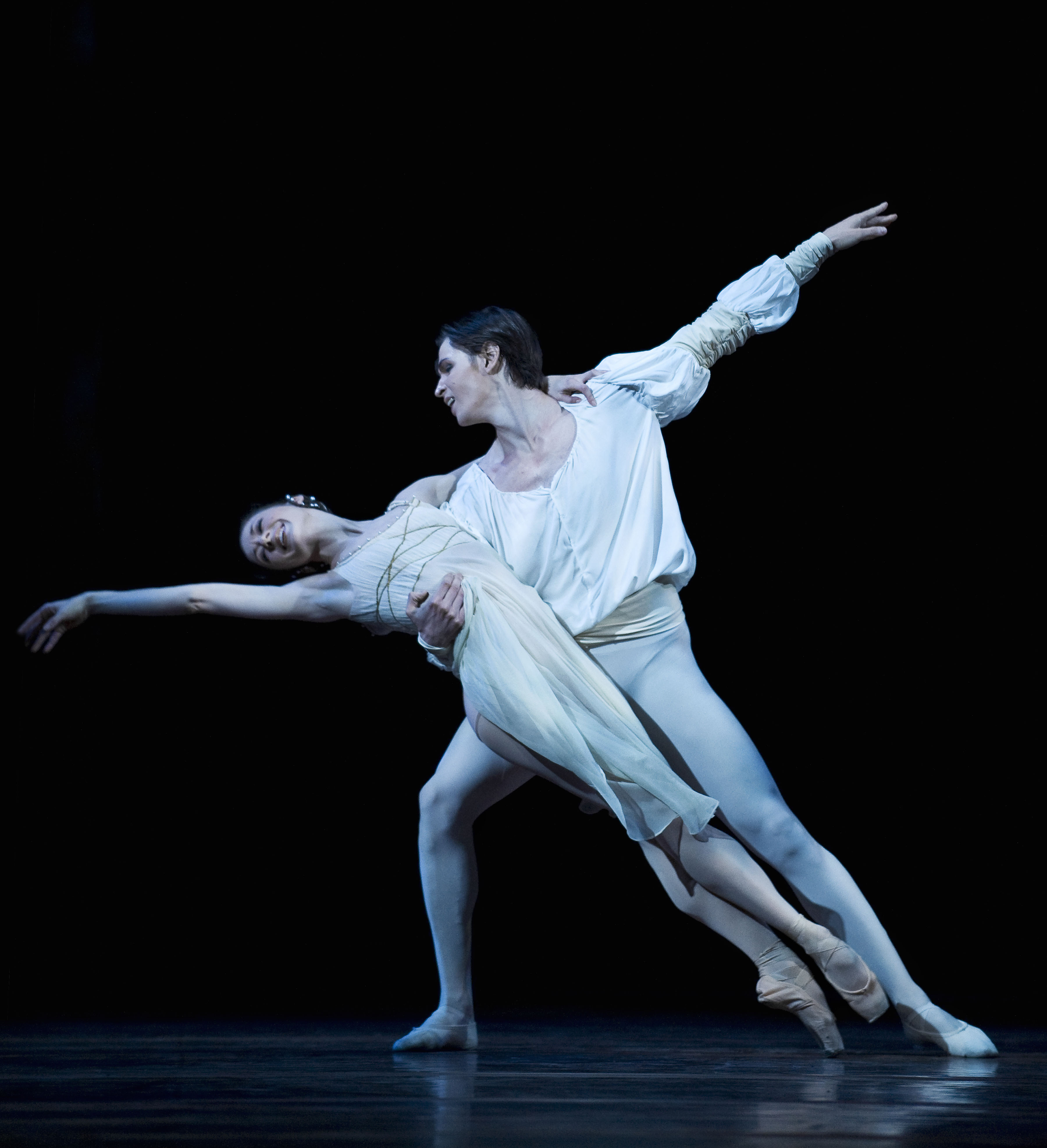
Het romantisch adagio uit Romeo en Julia drukt de liefde tussen de dansers uit.
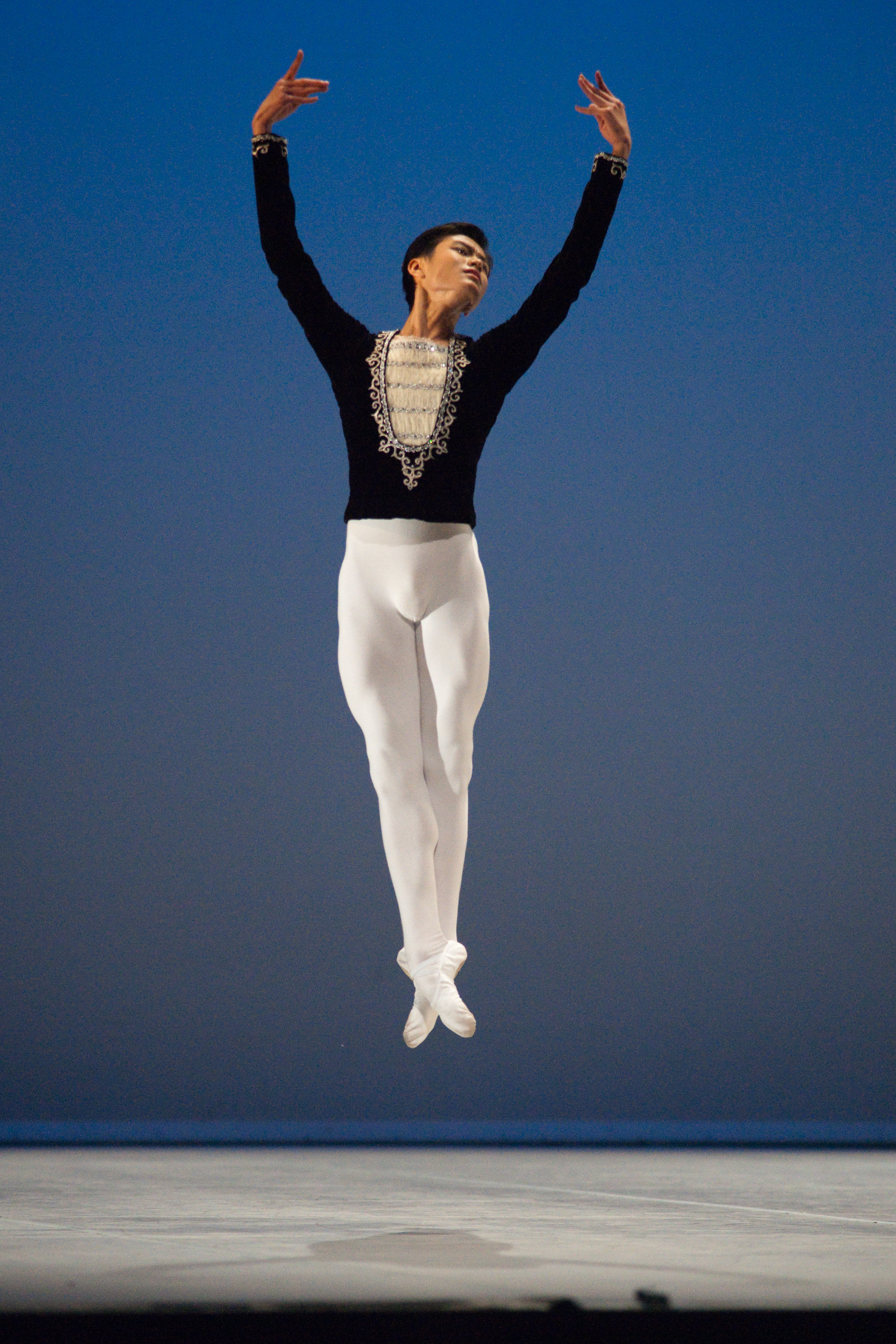
Acrobatische sprong in de variatie van Albrecht uit Giselle.
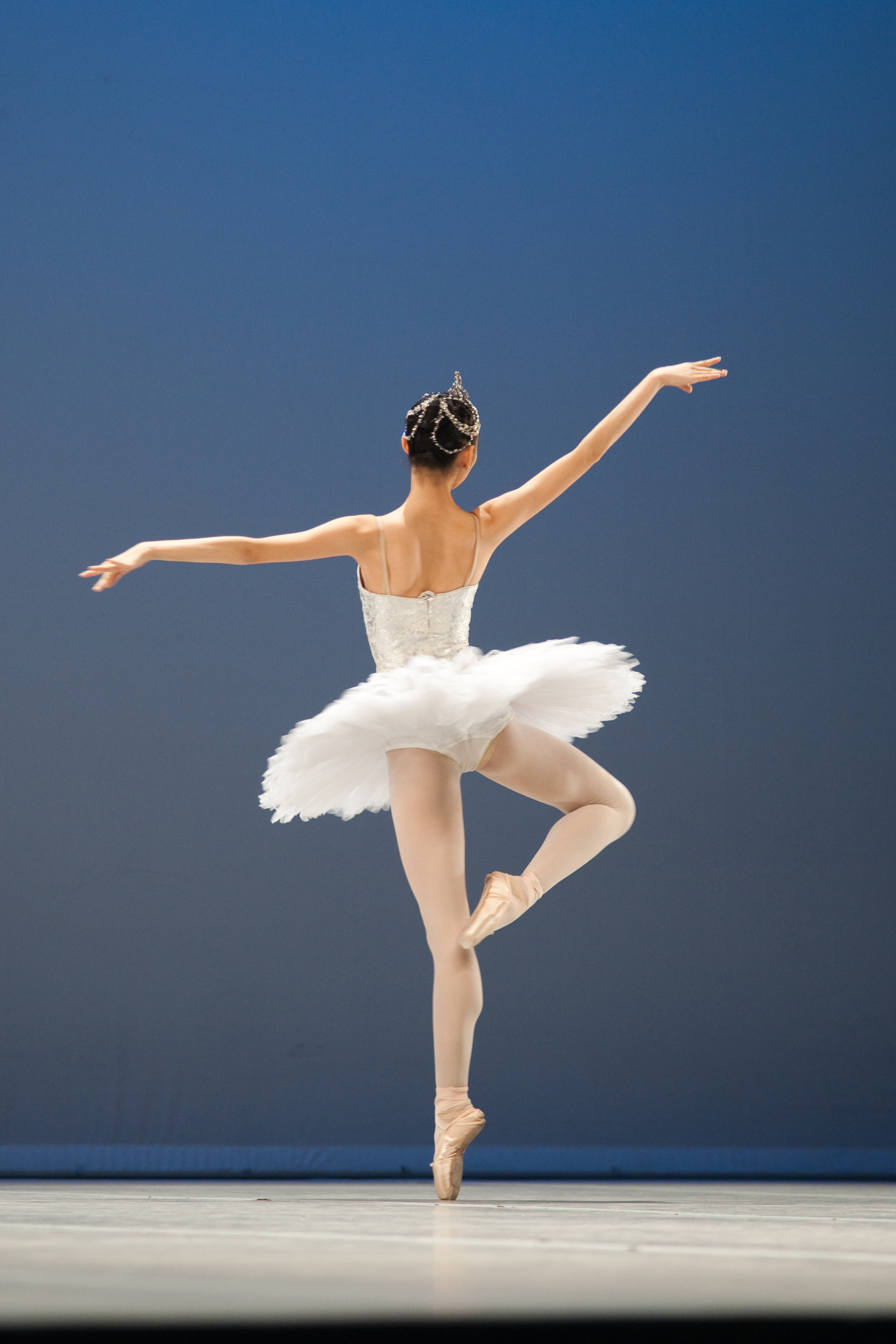
Atletische pirouette in de variatie van Nikiya uit La Bayadère.